# Illa volcànica i xemeneies de lava de Jeju
L'Illa volcànica i xemeneies de lava de Jeju (en coreà: 제주 화산섬 과 용암 동굴) és el nom usat per designar un lloc declarat Patrimoni de la Humanitat per la UNESCO a l'illa de Jeju, Corea del Sud.
Abasta una àrea protegida de 9.475,2 ha i una zona d'influència de 9.370,8 ha.